# Санта Маргерита ди Стафора
Са̀нта Маргерѝта ди Ста̀фора (на италиански: Santa Margherita di Staffora; на ломбардски: Santa Margarita, Санта Маргарита) е село и община в Северна Италия, провинция Павия, регион Ломбардия. Разположено е на 550 m надморска височина. Населението на общината е 481 души (към 2017 г.).